# 小花人字果
小花人字果（学名：Dichocarpum franchetii），为毛茛科人字果属下的一个种。

## 扩展阅读
維基物種上的相關：小花人字果